# Selnik, Ig
Selnik este o localitate din comuna Ig, Slovenia, cu o populație de 39 de locuitori.